# They-sous-Montfort
They-sous-Montfort – miejscowość i gmina we Francji, w regionie Grand Est, w departamencie Wogezy.
Według danych na rok 1990 gminę zamieszkiwało 178 osób, a gęstość zaludnienia wynosiła 17 osób/km² (wśród 2335 gmin Lotaryngii They-sous-Montfort plasuje się na 867. miejscu pod względem liczby ludności, natomiast pod względem powierzchni na miejscu 572.).